# Яново
Вижте пояснителната страница за други значения на Яново.
Я̀ново е село в Югозападна България. То се намира в община Сандански, област Благоевград.

## Население

### Етнически състав
Преброяване на населението през 2011 г.
Численост и дял на етническите групи според преброяването на населението през 2011 г.:
|                     | Численост |
| Общо                | 161       |
| Българи             | 153       |
| Турци               | -         |
| Цигани              | -         |
| Други               | 8         |
| Не се самоопределят | -         |
| Неотговорили        | -         |

## География
Яново се намира в подножието на връх Егюптин (Гюптин) в планината Славянка с най-висока точка Гоцев връх – 2212 метра н.в. Старата част на селото е разположена по стръмен склон с южно изложение. В долината минава малката река Петровска с начало в местността Извора и край при село Ново Ходжово, където се влива в река Пиринска Бистрица. Центърът и новите къщи са разположени в северна посока на по-равен терен, където минава асфалтовият път между по-големите села Катунци и Петрово. В близък план на запад се издига възвишението с името Площина, а на юг се простира платото Мариново и по посока на гръцката граница поредицата от почти успоредни била на Поляни, Вълче бърце и Голямата усойка. Надморската височина на Яново е в диапазона 380 – 440 метра.
Местността представлява една огромна географска паница. Гледано от дъното ѝ по посока на часовниковата стрелка се редуват – на север планината Пирин с изпъкващия на североизток връх Ореляк, Парилската седловина е моста към Славянка. Сенгелската планина е на юг в територията на Гърция. На югозапад се издига Беласица и формата затваря Огражден.
Ето и някои разстояния: Гоце Делчев – 52 км (през прохода Гоце Делчев – Катунци), Сандански – 30 км, Петрич – 32 км, Мелник – 19 км (през Хърсово), Кулата – 17 км, Голешово – 14 км, Катунци – 5 км, Петрово – 1 км.

## История
В XV век в Яново са отбелязани поименно 105 глави на домакинства.
В османски обобщен данъчен списък на немюсюлманското население от вилаета Тимур Хисаръ̀ от 1616 – 1617 година селото е отбелязано като Янова с 50 джизие ханета (домакинства).
През XIX век Яново е част от Демирхисарска кааза. В „Етнография на вилаетите Адрианопол, Монастир и Салоника“, издадена в Константинопол в 1878 година и отразяваща статистиката на населението от 1873 година, Яново (Yanovo) е посочено като село с 60 домакинства и 180 жители българи.
В 1891 година Георги Стрезов пише за селото:
| „ | Яново, чифлик на серянина х. Адамаки. От Яново до Петрово близу 1 час; твърде плодородна земя. Гръцка църква; 40 къщи само българе. | “ |

Според статистиката на Васил Кънчов („Македония. Етнография и статистика“) от 1900 година селото е населявано от 270 жители българи християни.
При избухването на Балканската война в 1912 година 2 души от Яново са доброволци в Македоно-одринското опълчение.
През 1985 година селото има 314 жители.

## Редовни събития
14 февруари, ден на лозаря – „зарязване“ на местността Площина и увеселения в селото.
Спасовден, събор – курбан на свети Костадин, народни борби, музика и хора.
- Сградата на кметството и детската площадка
- Смесеният магазин в селото

## Личности
- Александър Христов, журналист македонист
- Благой Гущеров, лекар
- Георги Христов, журналист македонист